# Juliusz Dzidowski
Juliusz Dzidowski, właśc. Jan Dzidowski (ur. 12 lipca 1889 w Mrzygłodzie, zm. 11 kwietnia 1967 w Rawie Mazowieckiej) – pasjonista, fundator polskiej gałęzi zgromadzenia.

## Życiorys
Był synem Dominika Dzidowskiego i Tekli z Bulskich. Ukończył gimnazjum w Częstochowie i przez jakiś czas pracował jako urzędnik na poczcie. We wrześniu 1911 r. razem z kolegą wyjechał do Włoch z mocnym postanowieniem wstąpienia do zgromadzenia pasjonistów. 6 grudnia 1911 r. rozpoczął nowicjat w Caravate na północ od Mediolanu. Rok później złożył pierwszą profesję zakonną. Studia odbył w seminariach północno-włoskiej prowincji zgromadzenia: filozoficzne w Caravate, teologiczne – w Pianezza pod Turynem. Święcenia kapłańskie przyjął 26 września 1919 r. w Turynie. Tego samego roku skierowany został do klasztoru w Brugnato, gdzie przygotowywał się do posługi apostolskiej właściwej zgromadzeniu pasjonistów (prowadzenie misji i rekolekcji ludowych).
W kwietniu 1923 r. generał zgromadzenia o. Sylwiusz Di Vezza wysłał o. Juliusza razem z bratem Kazimierzem Staszewskim do Polski z poleceniem wyszukania klasztoru na pierwszą placówkę pasjonistów w kraju. Wśród wielu oferowanych miejsc, które odwiedzali, znalazł się również zrujnowany klasztor pobernardyński w Przasnyszu. O przekazanie klasztoru przasnyskiego pasjonistom osobiście zabiegał u władz generalnych zakonu biskup płocki Antoni Julian Nowowiejski.
4 czerwca 1923 r. konsultor generalny pasjonistów, o. Tyburcjusz Menica podjął decyzję o przejęciu konwentu w Przasnyszu przez zgromadzenie. 17 czerwca odbył się uroczysty ingres pasjonistów do klasztoru przasnyskiego. W pierwszej wspólnocie pasjonistów w Polsce o. Juliusz objął funkcję wikariusza klasztoru. Przełożonemu, Włochowi o. Bartłomiejowi Rapettiemu służył za tłumacza, spełniał funkcje liturgiczne i duszpasterskie w kościele klasztornym i Rostkowie, głosił porywające kazania. Nie cieszył się jednak dobrym zdrowiem.
W 1927 r. został dyrektorem alumnów i administratorem domu, w 1932 r. – jego przełożonym, a rok później został przeniesiony na analogiczne stanowisko do Sadowia koło Ostrowa Wielkopolskiego. W 1934 r. ponownie został przełożonym w Przasnyszu, by w 1936 r. wrócić do Sadowia. Został tam przełożonym, następnie spowiednikiem nowicjuszy. Od 1937 r. ponownie przełożonym i delegatem przełożonego generalnego pasjonistów w Polsce, od maja 1938 r. wiceprowincjałem nowo utworzonej wiceprowincji polskiej. Funkcję tę pełnił przez wiele lat, aż do 1954 r. W okresie okupacji niemieckiej przebywał na terenie diecezji częstochowskiej.
W 1954 r. został przełożonym w Rawie Mazowieckiej, pod koniec 1957 r. objął analogiczne stanowisko w Przasnyszu. W 1960 r. przeszedł zawał serca i dopiero po kilku miesiącach wyszedł ze szpitala z nadwerężonym zdrowiem. Tego samego roku przeniósł się na placówkę do Łodzi. Ostatni okres życia spędził w Rawie Mazowieckiej. Na początku 1967 r. dostał wylewu krwi do mózgu. Zmarł kilka tygodni później. Pochowany został na cmentarzu w Rawie.
W 1972 r. w kościele pasjonistów w Przasnyszu generał pasjonistów o. Teodor Foley odsłonił tablicę upamiętniającą o. Juliusza Dzidowskiego, człowieka wielkiej dobroci i pokory. Przybycie pasjonistów do Przasnysza przypomina inna tablica, umieszczona w kruchcie kościoła, obok siedemnastowiecznej figury Ukrzyżowanego.
W 2010 r. w Sanktuarium Matki Bożej Mrzygłodzkiej (Myszków-Mrzygłód) o. Tomasz Urbański ze zgromadzenia o. pasjonistów wraz z prałatem ks. proboszczem Zdzisławem Skrzekiem odsłonili kolejną tablicę upamiętniającą o. Juliusza Dzidowskiego.